# بدن‌های سخت ۲
بدن‌های سخت ۲ (به انگلیسی: Hardbodies 2) یک فیلم سینمایی آمریکایی که دنباله فیلم کمدی بزرگسالان بدن‌های سخت به کارگردانی مارک گریفیتس با بازی برد زوتاوت، فابیانا یودینیو، جیمز کارن و آلبا فرانچسکا محصول سال ۱۹۸۶ است.